# Hand of Fate (відеогра)
Hand of Fate (укр. Рука долі) -- відеогра в жанрі Action RPG з елементами Roguelike і колекційної карткової гри розроблена і видана компанією Defiant Development для платформ PlayStation 4, Xbox One, Microsoft Windows, Linux і  OS X в лютому 2015 року. В рамках програми раннього доступу Steam (англ. Steam Early Access) була доступна користувачам ПК з 7 липня 2014 року. Фінансування гри відбувалось через платформу краудфандингу Kickstarter, де зібрала 54 тисячі австралійських доларів в грудні 2013 року. Версія для PlayStation Vita була анонсована, але згодом скасована через завеликий обсяг роботи. 
Гравець отримує роль безіменного героя, що зустрічає дивного Роздавача карт (англ. Dealer) в "хижі на кінці світу". Роздавач озвучує історію героя, роздає карти і винагороди. В Hand of Fate гравець пересувається по випадково згенерованому маршруту в вигляді розкладених на столі карт. Кожна карта, яку відвідує гравець, запускає подію, в якій гравцю можуть запропонувати зробити вибір, поторгувати, пройти випробування чи побитися з монстрами. В бою гра переходить в Action RPG з видом від третьої особи, де гравець повинен керувати своїм героєм в реальному часі для перемоги над ворогами. По завершенню маршруту і перемозі над фінальним босом гравець може отримати нові карти, які можуть використовуватись в наступних іграх.
Гра отримала схвальні відгуки критиків і гравців, що призвело до продовжень в вигляді настільної версії гри Hand of Fate: Ordeals (укр. "Рука долі: Випробування"), і сиквелу Hand of Fate 2, який вийшов 7 листопада 2017 року.

## Ігровий процес
На початку нової гри гравцю дається початковий набір карт, який містить в собі карти з подіями, спорядженням і ворогами. Під час проходження маршруту гравець може знайти нові карти можуть бути додані в його колекцію. Роздавач карт має в своєму розпорядженні свій набір карт, в якому сила монстрів і складність завдань зростають з прогресом гравця в проходженні гри. 
Маршрут складається з розкладених на столі сорочкою до верху випадкових карт, взятих з об'єднаних колод гравця і Роздавача. Маршрут складається з декількох (двох і більше) "поверхів", кожен з яких містить карту "виходу" на наступний, чи карту боса на фінальному поверсі. Гравець починає з певною кількістю очок життя, їжі і певним набором спорядження. Ці початкові умови можуть бути зміненні за допомогою нових карт. Гравець покроково переміщає по маршруту фішку, якщо фішка потрапляє на ще невідкриту карту, то вона перевертається і запускає подію. Роздавач озвучує подію і наслідки дій гравця. Кожен крок вимагає їжу. 
Події включають в себе зустрічі з неігровими персонажами, магазини, в яких гравець може продавати і купляти карти, карти ворогів (тип і кількість яких визначається картами Роздавача), карти лабіринту пасток, чи випадкові події, які можуть шкодити чи допомагати гравцю (отримати чи втратити здоров'я, їжу чи інвентар). Деякі події містять можливість вибору гравцем певного варіанту вирішення. При деяких подіях, Роздавач дає гравцю спеціальні мітки, які згодом можуть бути обміняні на карти для колекції гравця, не залежно пройде він маршрут чи ні.
Якщо гравець натрапляє на карту ворогів чи лабіринту, гра переходить в режим від третьої особи, в якому гравець повинен рухатись по полі бою (чи лабіринті), атакувати ворогів, блокувати атаки, ухилятись від пасток і стріл. Отримані в бою поранення відображаються на кількості очок здоров'я персонажа. Якщо вона досягне нуля, то гравець програє. Здоров'я відновлюється завдяки їжі, під час руху по маршруту, в випадку коли їжа закінчилась, з кожним кроком персонаж гравця втрачатиме здоров'я. 
В грі гравець повинен перемогти тринадцять босів (валети, дами і королі всіх мастей, а також сам Роздавач). Боси повинні бути переможені в визначеному порядку, проте гравець може знову битися з уже пройденими босами, щоб заробити додаткові нагороди. Після того, як буде пройдена частина гри відкриється "Безмежний режим" (англ. Endless Mode), в якому гравцю пропонують безмежну кількість рівнів, що стають складнішими.

## Розробка
Гру розробляла австралійська студія Defiant Development розташована в  Брисбені, для команди з приблизно п'ятнадцяти чоловік, це був перший великий проект для PC/Mac/Linux, до цього студія здебільшого розробляла ігри для мобільних пристроїв.  Як і попередні ігри студії, Hand of Fate розроблена на рушії Unity. Вперше гра була представлена на Game Developers Conference 2013 року, а перша демо-версія гри презентувалась на PAX Australia 2013 в липні.
Розробку гри частково профінансували через платформу краудфандингу Kickstarter, це був один з перших австралійських проектів на платформі. Кампанію по збору почали в листопаді 2013 року і завершилась в грудні зібравши більше планованої суми в AU$50,000. Кампанія не тільки була успішною в фінансовому плані, вона також допомогла розробникам побудувати аудиторію і отримувати відгуки про гру ще на стадії розробки.  Одночасно з запуском на Kickstarter, гра була презентована на платформі Steam Greenlight, де зібрала необхідну підтримку в січні 2013. 
21 січня 2013 року Альфа-версія гри була представлена для тих хто підтримав гру на Kickstarter. 15 лютого 2014 року була випущена бета версія гри , а 8 липня стала доступною для користувачів ПК через програму раннього доступу Steam.  Офіційно гра вийшла для всіх анонсованих платформ 17 лютого 2015 року.

### Фізична копія
В липні 2016 року Defiant Development разом з IndieBox випустила ексклюзивну фізичну версію гри. Це колекційне видання мало індивідуальний номер і містило тематичну флешку з DRM-free версією гри, офіційний саундтрек, посібник по грі, ключ до Steam-версії гри і декілька сувенірів.

### Настільна гра
Defiant Development разом з виробником настільних ігор Rule & Make виготовили настільну карткову версію гри Hand of Fate: Ordeals. В ній команда з чотирьох чи менше гравців спільно виконують завдання, в схожій манері як і в комп'ютерній грі. Гра зібрала більше 490 тисячів доларів на Kickstarter, в той час коли заплановані 30 тисячі були зібрані за добу в травні 2017 року. 

## Відгуки
| Агрегатор    | Оцінка                                 |
| ------------ | -------------------------------------- |
| GameRankings | (PC) 81.46% (XONE) 79.75% (PS4) 79.28% |
| Metacritic   | (XONE) 80/100 (PS4) 79/100 (PC) 78/100 |

| Видання        | Оцінка |
| -------------- | ------ |
| GameRevolution | [ 24 ] |
| GameSpot       | 7/10   |
| IGN            | 7/10   |
| PC Gamer (США) | 73/100 |

Hand of Fate отримала позитивні відгуки серед гравців і критиків. Сайт з відгуками GameRankings поставив ПК-версії грі оцінку 81.46% побудовану на 14 відгуках , а на сайті Metacritic гра має оцінку 78/100 серед критиків, і 7.9/10 серед користувачів.
Гра розійшлася тиражем більше 400,000 копій на ПК і консолях, а також була завантажена більш ніж 1.5 мільйонів разів коли була безкоштовно доступна в сервісі Xbox Live
Український ігровий портал PlayUA назвав гру "Перлиною" і поставив оцінку 95/100, відзначивши оригінальність, можливість повторного проходження і складність випробувань.
Ігровий сайт GameKombo оцінив Hand of Fate 2 на 8/10 і назвав Hand of Fate чудовим поєднанням карткової та рольової гри з незвичним ігровим процесом.

## Українська локалізація
Текстову локалізацію гри українською було створено спілкою Шлякбитраф, вона з'явилась в Steam 31 жовтня 2015 року. Процес перекладу тривав 5 місяців, такий довгий час був викликаний не бажанням співпрацювати розробника з локалізатором. Згодом були перекладені доповнення до гри, і виправлено деякі недоліки. 
Сиквел Hand of Fate 2 теж матиме українську локалізацію. Шлякбитраф отримав від Defiant Development згоду на локалізацію ще до виходу гри, але через великий обсяг матеріалу українська мова з'явиться трохи пізніше.